# Abraham Guié Guié
Abraham Guie Gneki (San Pédro, Costa de Marfil, 25 de julio de 1986) es un exfutbolista marfileño que jugaba de delantero. 

## Selección nacional
Fue internacional con la selección de fútbol de Costa de Marfil en dos ocasiones.

## Clubes
| Club                         | País      | Año       |
| ---------------------------- | --------- | --------- |
| Jomo Cosmos                  | Sudáfrica | 2006-2007 |
| Budapest Honvéd F. C.        | Hungría   | 2007-2010 |
| Tours F. C.                  | Francia   | 2010-2011 |
| O. G. C. Niza                | Francia   | 2011-2014 |
| F. C. Lausana-Sport (cedido) | Suiza     | 2012-2013 |
| Apollon Limassol (cedido)    | Chipre    | 2013-2014 |
| Apollon Limassol             | Chipre    | 2014-2017 |
| U. S. Orléans                | Francia   | 2017      |

## Palmarés

### Títulos nacionales
| Título          | Club                  | País    | Año  |
| --------------- | --------------------- | ------- | ---- |
| Copa de Hungría | Budapest Honvéd F. C. | Hungría | 2007 |
| Copa de Hungría | Budapest Honvéd F. C. | Hungría | 2009 |
| Copa de Chipre  | Apollon Limassol      | Chipre  | 2016 |
| Copa de Chipre  | Apollon Limassol      | Chipre  | 2017 |